# Mediterranea wiktori
Mediterranea wiktori is een slakkensoort uit de familie van de Oxychilidae. De wetenschappelijke naam van de soort is voor het eerst geldig gepubliceerd in 1997 door Riedel.